# 安西海斗
安西海斗（1998年2月19日—），日本足球運動員，司職中場，現效力關東足球聯賽球隊市原勝絆。

## 俱樂部生涯
安西海斗于2016年升入柏雷素尔一线队，但没有获得过出场机会。
最近2个赛季，他都被柏雷素尔租借至日乙球队山形山神 ，共在那里出场了25次，上赛季帮助山形山神打入天皇杯的四强。
据日本媒体报道，上赛季从柏雷素尔租借至山形山神的中场球员安西海斗将加盟葡超球队布拉加。

## 外部連結
- 日本職業足球聯賽中的安西海斗 （日語）
- Profile at Kashiwa Reysol （页面存档备份，存于）
- Profile at Montedio Yamagata